# 大賀小四郎
大賀 小四郎（おおが こしろう、1910年（明治43年）11月3日 - 1991年（平成3年）2月24日）はドイツ文学者、外交官。兵庫県西宮市の甲陽中学校出身（七回卒）。妻はヴァイオリニストの諏訪根自子。

## 来歴・人物
1934年京都帝国大学文学部独文科卒。1937年からドイツのライプツィヒ大学に学ぶ。1939年に、帰国し外務省に入り、結婚するも、その後、外交官補としてベルリンに赴任。ドイツ留学中は朝永振一郎とも交流があった。
1945年、ドイツの敗戦とともに、アメリカ軍に捕らえられて、アメリカに拘留。この一連の出来事では、前田陽一、諏訪根自子が一緒だった。
帰国後、1949年、一高教授を経て、東京大学教養学部助教授、教授を1969年まで歴任した。1968年に諏訪根自子と再婚。1969年にケルン日本文化会館初代館長としてドイツのケルンに赴任。1972年に帰国し、獨協大学外国語学部教授となる。1981年退職。